# Powder River
Powder River  (Assiniboine: Caȟní wakpá  ) er en omkring 604 km lang biflod til Yellowstone River, der løber fra den nordøstlige del af Wyoming og nordover fra Rocky Mountains og  gennem den sydøstlige del af Montana i USA, hvor den munder ud i Yellowstone River, nedenfor Miles City.  Den afvander et område, der historisk er kaldt Powder River Country på  Great Plains øst for Bighorn Mountains. Powder er 604 km lang. Den har givet navn til Powder River County. Afvandingsområdet er ca. 56.656  km².